# 게임북
게임북(gamebook)은 독자의 선택에 따라 스토리의 전개와 결말이 바뀌게 만들어진 게임을 하기 위한 책이다. 수십에서 수백개의 단락으로 나뉘어 있으며, 각 절에는 순서 번호가 붙어있다. 독자는 그 절을 머리부터 순서대로 읽는 것이 아니라, 단락의 끝 부분에서 지정된 번호의 절을 다음 읽는다.

## 예시
33쪽 내용: 세 개의 갈림길이 있다. 어디로 가겠는가?
- 1번 - 34쪽으로
- 2번 - 34쪽으로
- 3번 - 36쪽으로

34 ~ 35쪽 내용: 낭떠러지에서 떨어져서 죽었다. Game Over
36쪽 내용: 다리를 발견해서 무사히 건넜다.

## 같이 보기
- 백괴게임 - 미디어위키 엔진을 이용해 게임북 형식의 게임을 많이 만들어내는 곳이다.